# Johann Dietrich Rapp
Johann Dietrich Rapp (Ducat de Curlàndia, 4 d'abril de 1746 - Mitau avui Jelgava, 25 de desembre de 1813) fou un flautista i compositor letó.
Estudià teologia a la Universitat de Leipzig, i pels volts de l'any 1770 fou contractat com a músic per la ciutat de Mittau, on va romandre fins a la seva mort.
Deixà diversos trios i duos per a flauta impresos a Riga el 1789.